# Ceca-Gadis
La Compagnie d’exploitations commerciales africaines – Société gabonaise de distribution (CECA-GADIS) est une société gabonaise du secteur de la grande distribution. Elle dispose de plusieurs enseignes dont Gaboprix, Cecado, Intergros, Supergros, Géant Ckdo, Maxi Ckado, Super Ckado, CK2, Matelec et Sogame Equip. Le groupe est principalement implanté au Gabon mais est également présent à Sao-Tomé depuis 2012. L’entreprise dispose d’environ 150 magasins en 2018.

## Histoire
CECA-GADIS est issue de la Compagnie d’exploitations commerciales africaines (CECA), une compagnie coloniale française fondée en 1933 qui opérait au Congo, en Côte-d’Ivoire en Haute-Volta et au Gabon.
En 1962, l’Etat gabonais rachète 75 % des parts de la CECA qui devient alors la CECA-GADIS. Le siège est transféré de Paris à Libreville. La société va alors considérablement développer son réseau de magasins en s’étendant vers des localités de l’intérieur du Gabon (Ndjolé, Lastourville, Mouila…)
En 1967, l’Etat gabonais signe un accord avec deux sociétés françaises, la SCOA et Optorg qui entrent au capital. Toujours détenteur de 42 %, l’Etat Gabonais va se désengager, laissant sa part à des investisseurs privés regroupés dans une holding la GAGEPAR.
En 1995, Optorg se désengage, le groupe fait alors un pas de plus vers la « gabonisation » de son actionnariat. 
Dans les années 2000, CECA-GADIS poursuit son développement en ouvrant une grande surface de 2000 m² à Libreville (Géant Ckdo). 
En 2010, le groupe ouvre un Super Ckdo à Port-Gentil puis un autre en 2012 à Sao-Tomé.
En février 2024, l'Etat du Gabon, via la Caisse des dépôts et consignations, rachète 35 % des parts de Ceca-Gadis qu'il estimait « indûment détenues » par des intérêts privés.

## Anecdote
L'ancien président de Sao Tomé-et-Principe, Fradique de Menezes, avoue régulièrement aller faire ses courses dans des enseignes de ce groupe à Libreville.